# جون بنهام
جون بنهام (انگلیسی: Joan Benham؛ ‏ ۱۷ مهٔ ۱۹۱۸ – ۱۳ ژوئن ۱۹۸۱) بازیگر اهل انگلستان بود.

## بخشی از فیلم‌شناسی
- آقای پیکویک (۱۹۵۲)
- آدم‌های خیلی مهم (۱۹۶۳)
- مسیحی جادویی (۱۹۶۹)
- دکتربعدازاین